# Abd-ru-shin
Oskar Ernst Bernhardt, noto anche con lo pseudonimo di Abd-ru-shin (Bischofswerda, 18 aprile 1875 – Kipsdorf, 6 dicembre 1941), è stato uno scrittore tedesco orientato verso la filosofia, la religione, la spiritualità e l'esoterismo.
Con le sue opere (principalmente Nella Luce della Verità: Messaggio del Graal), fu l'ispiratore di una grande varietà di gruppi e organizzazioni, tra cui il cosiddetto Movimento del Graal, fondati dai suoi seguaci.

## Biografia

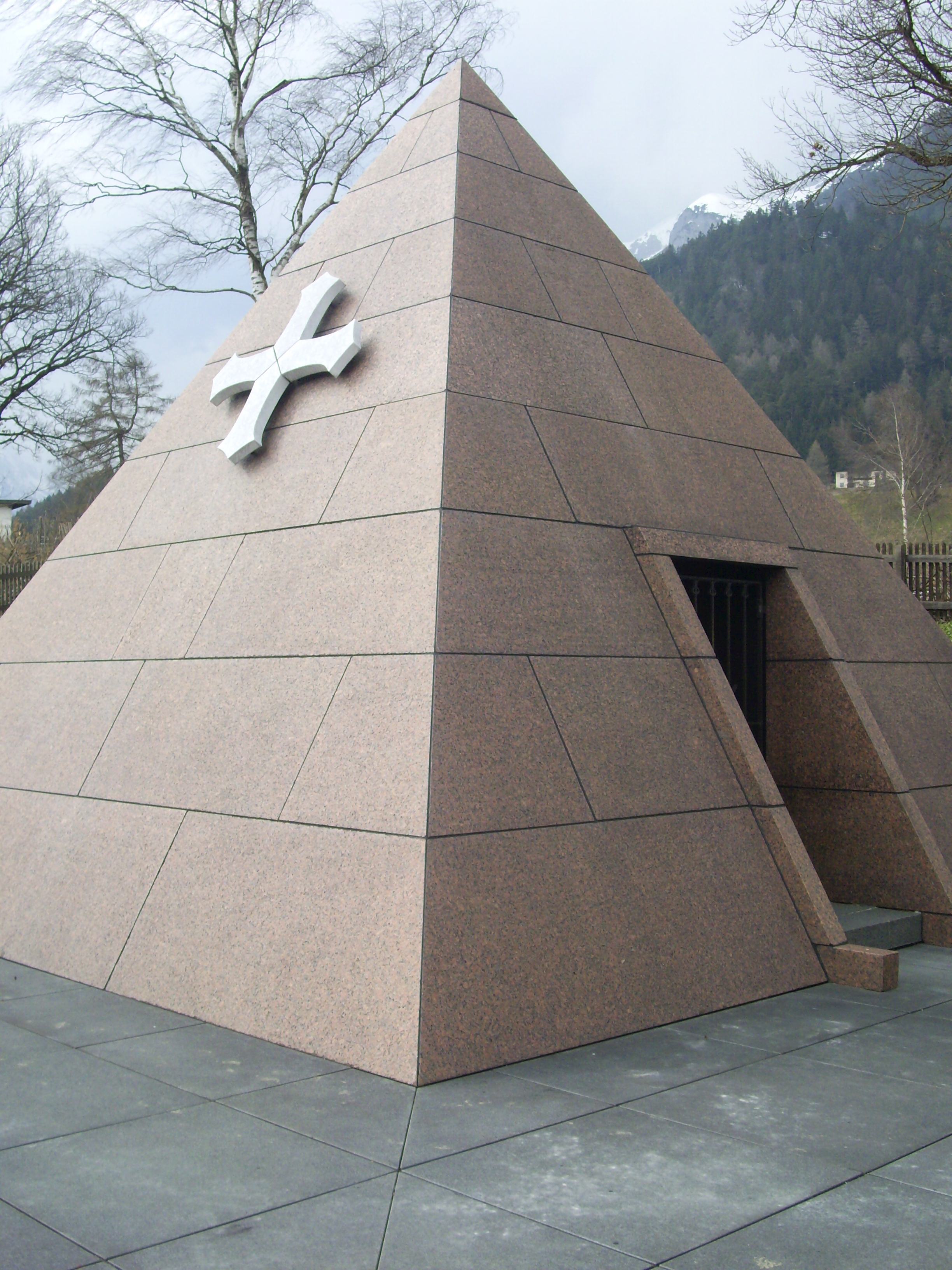
Tomba di Abd-ru-shin, a Vomperberg

Oskar Ernst Bernhardt, dopo un'istruzione commerciale, svolse la sua attività a Dresda, Zurigo e Berna. A partire dal 1900 viaggiò molto e scrisse descrizioni di viaggi, opere teatrali e romanzi. Durante la prima guerra mondiale fu internato all'isola di Man. Nel 1919 tornò a Dresda.
Nel 1926 sposò la vedova Maria Freyer, che aveva già tre figli. La famiglia si trasferì a Tutzing dove Bernhardt, sotto lo pseudonimo di Abdruschin, scrisse trattati religiosi che pubblicò con il nome di Gralsblätter (Fogli del Graal), e tenne conferenze pubbliche. Da allora mantenne il nome di Abd-ru-shin. Questo nome egli lo attribuì ad una sua precedente incarnazione in Persia con il significato di "Figlio della Luce" oppure "Servo della Luce".
Attorno a lui si formò una comunità, con la quale nel 1928 egli si trasferì a Vomperberg nel Tirolo (Austria). Lì si trova ancora oggi il Villaggio del Graal. Oskar Ernst Bernhardt morì a 66 anni il 6 dicembre 1941 a Kipsdorf (Sassonia). Il 14 dicembre fu sepolto a Bischofswerda (Sassonia). Nel 1949 la sua salma venne trasportata a Vomperberg, dove venne deposta in una tomba a forma di piccola piramide.
L'opera principale di Bernhardt è il libro Nella Luce della Verità - Messaggio del Graal, composto da 168 conferenze disposte con un ordine preciso. I punti fondamentali della sua dottrina sono fra l'altro le tre leggi autoattive della Creazione (Legge dell'effetto reciproco, Legge dell'attrazione del genere affine, Legge di gravità), le quali, cooperando fra loro, formano il destino dell'uomo e, in base alle decisioni prese da quest'ultimo, lo determinano e lo mettono in moto, con effetti negativi oppure positivi. La dottrina di Bernhardt contiene inoltre l'idea della reincarnazione.

## Opere
- Nella Luce della Verità: Messaggio del Graal, in tre volumi (1926–1931).
- I Dieci Comandamenti di Dio e il Padre Nostro, spiegati da Abd-ru-shin (2006).

I due libri sono entrambi editi da Stiftung Gralsbotschaft (Fondazione Messaggio del Graal), Stoccarda.